# Moctar Ould Diay

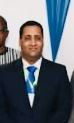
Moctar Ould Diay (2019)

Moctar Ould Diay (manchmal Mokhtar Ould Djay oder Mokhtar Ould Diaye, arabisch: المختار ولد أجاي, geboren am 28. Dezember 1973 in Moudjeria) ist ein mauretanischer Politiker. Er ist seit dem 2. August 2024 Premierminister von Mauretanien. 

## Leben
Zwischen 2014 und 2019 war er Minister für Wirtschaft und Finanzen in der Regierung von Yahya Ould Hademine  und später in der Regierung von Mohamed Salem Ould Béchir.
Präsident Mohamed Ould Cheikh El Ghazouani hat Moctar Ould Diay im August 2024 zum Premierminister ernannt, nachdem er nach seinem Sieg bei den Präsidentschaftswahlen im Juni 2024 für eine zweite Amtszeit vereidigt worden war.